# Cabañas de Aliste
Cabañas de Aliste es una localidad del municipio español de Riofrío de Aliste (Zamora, Castilla y León).
Su término cuenta con un total de 2608 ha distribuidas en 27 ha de casco urbano y aledaños, 1403 ha del monte de U.P. nº 216 y 1.178 ha de superficie de cultivo. Es el núcleo con menor población del municipio y el que está más próximo a la sierra de la Culebra (a una altitud de 880 m). Conserva aún una rica arquitectura popular y un entorno natural extraordinario. Al norte se encuentra la sierra de la Culebra y al sur la penillanura alistana donde se encuentran grandes extensiones de bosques formados por encinas y robles, intercalándose con terrenos cultivados de cereal, viñas y castañas. Nunca tuvo una gran tasa demográfica, siendo inferior a los 300 habitantes en todas las fuentes consultadas, actualmente posee 70 habitantes (INE 2020).

## Medio físico

### Ubicación
Los límites del perímetro de Cabañas de Aliste son:
| Noroeste: Villardeciervos     | Norte: Villardeciervos - Ferreras de Arriba          | Noreste: Ferreras de Arriba |
| Oeste: Las Torres de Aliste   |                                                      | Este: Sarracín de Aliste    |
| Suroeste Las Torres de Aliste | Sur: Palazuelo de las Cuevas - Campogrande de Aliste | Sureste: Sarracín de Aliste |

### Clima
Cuenta con un clima mediterráneo continentalizado, caracterizado por sus inviernos largos, fríos y con frecuentes heladas. Los veranos son cortos, secos y relativamente calurosos. La temperatura media mensual mínima se produce en diciembre, con 3,5 °C y la media mensual máxima se da en julio con 21,6 °C, siendo la temperatura media anual de 11,8 °C. La zona presenta un alto riesgo de heladas tempranas y tardías, siendo el período libre de heladas de cuatro meses (junio, julio, agosto y septiembre), pues ocasionalmente pueden darse heladas en la primera quincena de mayo.
Las precipitaciones en esta zona son escasas, con valores de precipitación media anual de 490,9 mm que dividida en periodos estacionales nos encontramos en invierno con una pluviométrica de 56,6 mm, en primavera con 43,8 mm en verano con 20,5 mm y en otoño con 42,8 mm.
Según la clasificación climática de Papadakis, la zona tiene un invierno de tipo "avena fresco", veranos tipo "maíz" y un régimen de humedad "mediterráneo seco". En cuanto al índice de potencialidad agroclimática de Turc para el secano sería entre 5 y 10 y entre 35 y 40 para el regadío.

### Suelo y relieve
El relieve de los terrenos de Cabañas es variado. Al norte de la vía del tren (Línea Zamora-La Coruña), se encuentran las estribaciones de la sierra de la Culebra alcanzando la máxima altura en el alto Cipayo (1153 m s. n. m.). Al sur del ferrocarril el terreno es ondulado, modulado por los valles, por los que discurren de forma estacional numerosos arroyos y en el que la altitud oscila entre los 760 y 900 m s. n. m., estando situado su casco urbano a 826 m s. n. m.

### Hidrología
La zona se sitúa en la cuenca hidrográfica del Duero. Existe un arroyo de agua discontinua, el arroyo de La Sierra o arroyo Espinoso, que tiene su origen en la sierra de la Culebra y discurre en dirección norte-sur por la zona hasta desembocar en el río Aliste. Distintas ramificaciones discurren a lo largo de la zona hasta su confluencia con el arroyo de Espinoso. Otros arroyos importantes son el arroyo Zoleima, Cuelgamoros, Codesal, a los que llegan diversos cursos de agua, estacionales o pluviales en muchos casos.

## Medio biótico

### Vegetación
Potencialmente, se corresponde con modelo de representación del cliserie altitudinal que va de los rebollares húmedos de la sierra de la Culebra, a los encinares de las zonas más bajas.
La vegetación natural ha sido transformada por el hombre a lo largo del tiempo, sustituyéndola en gran parte por otras adaptadas al aprovechamiento agrícola, ganadero y forestal. La vegetación actual se puede sintetizar en las siguientes unidades:
- Pinares procedentes de sucesivas repoblaciones en las zonas más elevadas. Las especies que originariamente ocupaban estas áreas eran los brezales. Actualmente son las especies de pinos, principalmente de las variedades negral y silvestre.
- Los encinares están situados en la falda de la sierra y, de manera mucho más dispersa, en las zonas más bajas. En algunas zonas están mezclados con rebollos y pinos.
- Los rebollos suelen aparecer dispersos y mezclados con encinas, incluso en las cercanías de las vegas de los ríos.
- Existe una vegetación de ribera, situada a lo largo de ríos y arroyos de la zona. Las especies más frecuentes son los fresnos, sauces y chopos.
- Los matorrales se extienden por la sierra, en la que predomina el brezo rubio, y por las zonas más bajas, en las que predominan los jarales. También es frecuente la presencia de la retama negra y de la escoba blanca.
- Los pastizales formados en algunas zonas húmedas, conforman los majadales y las praderas, estas últimas destinadas por lo general a la siega.
- El cultivo predominante es de secano, destinado a la explotación cerealista de especies como el trigo, la cebada, la avena y el centeno. Además es frecuente la presencia de pequeñas agrupaciones de castaños y de huertos destinados al consumo familiar (patatas, judías y otras hortalizas) y otros cultivos forrajeros.

#### Espacios protegidos
En Cabañas de Aliste concurren las siguientes figuras de protección ambiental:
- Red de espacios naturales protegidos de Castilla y León: espacio natural de la Sierra de la Culebra.
- Red Natura 2000: lugar de importancia comunitaria (LIC) Sierra de la Culebra.

Su calidad e importancia radica en ser límite septentrional en la distribución de algunas especies mediterráneas como el alcornoque, además de poseer una gran diversidad y riqueza faunística, destacando la importante población de lobo ibérico, una de las más importantes del territorio español, que regula de forma natural las poblaciones de ungulados silvestres presentes (ciervo, corzo y jabalí).
La vulnerabilidad de este espacio natural, viene de la mano de la proliferación de infraestructuras viarias (pistas, carreteras o el tren de alta velocidad), las explotaciones mineras a cielo abierto (pizarras), la instalación de parques eólicos y la proliferación del turismo incontrolado.

#### Paisaje
Esta zona, ofrece al visitante un paisaje propio de la comarca de Aliste, con pequeñas extensiones de tierras cultivadas, donde predomina el cereal, seguidos de prados de siega y pequeños huertos de consumo familiar.
La sierra de la Culebra es un sistema orográfico de altura moderada, en el que su cota máxima es Peña Mira con sus 1.241 m. Esta sierra es el único accidente morfológico destacable dentro de las llanuras del centro-oeste de la provincia de Zamora, con una forma alargada en dirección NO-SE que une Puebla de Sanabria y el río Esla.

### Fauna
El término de Cabañas de Aliste posee una gran diversidad de especies animales. Entre los mamíferos destacan el jabalí, el zorro, la nutria, la liebre, el conejo, el erizo, el muriciélago (principalmente el murciélago ratonero grande y el murciélago grande de herradura), el topo y ratón de campo.
Entre las aves son frecuentes el águila culebrera, el milano real, el mochuelo común, la lechuza común, el búho (búho real y búho chico), la cigüeña blanca, la garza imperial, la paloma torcaz, la tórtola, el rabilargo, la alondra común, la oropéndola, la abubilla, el abejaruco, la urraca, el cuco común, el cuervo, la cogujada común, el gorrión común o la golondrina común.
Entre los reptiles los más significativos son la culebra bastarda, la culebra de escalera, el lagarto ocelado y la lagartija ibérica.
Los anfibios más frecuentes son el sapo común, la rana común, la ranita de San Antonio, la salamandra y el tritón ibérico.

## Historia

### Prehistoria
Las estribaciones de la sierra de la Culebra han estado pobladas desde muy antiguo, tal y como atestiguan los numerosos castros de la Edad de Hierro que podemos observar a lo largo de la misma. Estos enclaves tenían una función defensiva, y sus pobladores eran de origen astur, pueblo prerromano que se ubicaba al oeste del río Ástura (actualmente denominado Esla).

### Época Romana
Con la llegada de los romanos a la península, se produjo una articulación del territorio para dar salida a las numerosas materias primas que por estas tierras había, entre ellas el hierro. Así, se observan multitud de escorias (restos de alguna fundición) donde se conservan aún en día topónimos que hacen referencia a estas explotaciones, algunas de ellas cercanas a Riofrío (Ferreras, Ferreruela,...), al igual que restos de la calzada que unían Braga y Astorga. 

### Edad Media
Durante la Reconquista tuvo lugar una importante repoblación de la zona, quedando integrado Cabañas en el Reino de León. En las comarcas de Aliste y Tábara este proceso dejó su huella en algunos de los nombres de las localidades, ya que tomaron el del origen de sus repobladores, como en los casos de Gallegos del Río y Gallegos del Campo (repoblados con gentes de Galicia), Bercianos de Aliste (repoblado con gentes de la comarca leonesa del Bierzo) o Faramontanos de Tábara (repoblado con gente de las montañas del norte, a los que se denominaba foramontanos), etc.

### Edad Moderna
En la Edad Moderna, Cabañas se encontraba integrado dentro del Partido de Alcañices, tal y como recoge Tomás López en su Mapa de la Provincia de Zamora de 1773.

### Edad Contemporánea
En el siglo XIX, al crearse las actuales provincias en la división provincial de 1833, Cabañas quedó encuadrado en la provincia de Zamora, dentro de la Región Leonesa, siendo adscrito un año después al partido judicial de Alcañices, al cual perteneció hasta 1983, cuando fue suprimido el mismo e integrado en el Partido Judicial de Zamora. En torno a 1850, Cabañas de Aliste pasó a integrarse en el término de Riofrío.

## Medio socioeconómico

### Demografía
La zona se caracteriza por una disminución progresiva de la población como consecuencia del éxodo rural iniciado hacia 1950. El movimiento migratorio, con la salida de sus núcleos de origen de los estratos de población más jóvenes, ha traído como consecuencia un acusado envejecimiento y un drástico descenso de la natalidad.
La población en el año 2006 para el Ayuntamiento de Riofrío de Aliste, municipio al que pertenece Cabañas de Aliste, era de 978 habitantes, de los que 517 son varones y 464 mujeres. La densidad de población se sitúa en torno a 8,5 habitantes/km².

### Actividades económicas
El censo agrario está compuesto por treinta explotaciones agrícolas, de las que dos lo son a título principal, todas ellas de muy variada superficie. Los datos arrojan además que la población activa agraria está integrada por varones, mientras que las mujeres integran el grupo dedicado a las labores del hogar. La tenencia de la tierra se reparte entre un 60% en régimen de propiedad y el 40% restante en arrendamiento.
En la actualidad los sectores secundario y terciario vienen a representar, en suma, el 12% del total de la actividad económica de esta localidad. En cuanto al aspecto comercial o sector servicios, se cubren las necesidades con vendedores ambulantes que con frecuencia se desplazan hasta la localidad. Cualquier otro tipo de compra complementaria, requiere el desplazamiento hasta la capital provincial, Zamora.

### Infraestructuras y equipamientos
Por la zona transcurren la ZA-P-2434, propiedad de la Diputación Provincial. También es posible acceder en tren, ya que dispone de una estación, perteneciente a la línea ferroviaria que une Zamora con La Coruña vía Orense y que pasa junto a las propias casas del pueblo.
La pavimentación de las calles está completada en el término de Cabañas de Aliste, dado que el 95% de las vías urbanas están pavimentadas. El agua corriente, para el abastecimiento doméstico, se obtiene de un sondeo con un sistema de depósito y bombeo que dota a la red de la presión suficiente para su uso en el núcleo urbano. La evacuación de las aguas residuales se efectúa a una fosa séptica.
Cabañas de Aliste posee un consultorio médico al que asiste el personal sanitario, médico y ATS, dos días por semana. El municipio carece de farmacia, estando situada la más cercana en Riofrío de Aliste. La educación primaria también es prestada desde Riofrío.
Cabañas de Aliste cuenta en la actualidad con un campo de fútbol y un parque público.

## Patrimonio arqueológico
El término de la localidad cuenta con ocho yacimientos arqueológicos catalogados en la zona y localizados en los siguientes parajes:
- Boca de la Furnia: 41°52′27″N 6°15′52″O / 41.87417, -6.26444
- El Calvario: 41°51′40″N 6°14′55″O / 41.86111, -6.24861
- El Castillo: 41°52′45″N 6°15′40″O / 41.87917, -6.26111
- La Cueva: 41°51′52″N 6°14′33″O / 41.86444, -6.24250
- La Predica: 41°52′22″N 6°15′33″O / 41.87278, -6.25917
- La Predica II: 41°52′14″N 6°15′15″O / 41.87056, -6.25417
- La Pedrizona: 41°52′41″N 6°13′58″O / 41.87806, -6.23278
- Veneiros del Picón: 41°52′10″N 6°14′56″O / 41.86944, -6.24889